# Berta Moltke
Berta Grete komtesse Moltke-Huitfeldt (født 12. februar 1938 i Hellerup) er en dansk maler og grafiker.

## Karriere
Hun er datter af hofjægermester, senere kammerherre Léon Charles Joseph greve Moltke-Huitfeldt til Glorup samt Rygård og Tove født komtesse Danneskiold-Samsøe. Molkte blev realist fra Nyborg private Realskole 1954 og gik på Real Academia de Bellas Artes de San Fernando, Madrid 1956-57, blev korrespondent (spansk) 1958, gik på Mogens Andersens malerskole 1958-59 og på Académie de La Grande Chaumière, Paris 1960. 
Hendes første værker var landskaber, men senere fik de en mere surrealistisk karakter. Moltke har arbejdet inden for såvel litografi, tørnål, mezzotinte, akvatinte som radering. Hendes malerierne er udført med både præcision og en raffineret farvesans, der er behersket af blågrønne toner. Motivmæssigt kredser de omkring de samme temaer som de grafiske arbejder. Fra begyndelsen af 1990'erne har Moltke arbejdet med tekster, der indgår i billederne, og fra omkring 1993-94 har hun eksperimenteret med at blande fotografi og eget tryk, f.eks. dybtryk på fotos fra Venedig og omegn, ligesom hun har arbejdet med at blande fotos og maleri. 

## Hæder
Hun vandt 1. præmie i Nordisk Grafikkonkurrence, december 1978, var gæstekunstner i APADEC Symposium, Evora, Portugal 1988, var på legatophold på  San Cataldo1990, modtog præmie på Grafik Biennale, Cadaques, Spanien 1991 og fik projektstøtte til illustrationsopgave fra Kulturministeriet 1992. Hun har modtaget Anne Marie Telmanyi's Legat, Overretssagfører L. Zeuthens Mindelegat, Marie og Johan Vilhelm Andersens Legat, tildeling fra Konsul George Jorck og justru Emma Jorcks Fond, Direktør J.P. Lunds og Hustru Vilhelmine Bugge's Legat og Hæderslegat fra Kunstnernes Understøttelseskasse.
Moltke var medlem af Akademiraadet 2002-06 og er medlem af Dansk Kunstnersamfund, Billedkunstnernes Forbund, Kunstnersammenslutningen AZ, Venedig og Danske Grafikere (formand for denne 1991-94). I seks år var hun medlem af Områdeudvalget på Statens Værksteder for Kunst og Håndværk og har ligeledes været medlem af Værkstedsrådet samme sted.
Berta Moltke er i Danmark repræsenteret på: Faaborg Museum, Vejle Kunstmuseum, Kastrupgårdsamlingen, Skovgaard Museet, ARoS Aarhus Kunstmuseum, Fuglsang Kunstmuseum, Ny Carlsbergfondet, Københavns Kulturfond, Gladsaxe og Lyngby Kunstbiblioteker og Odense Universitetshospital.
I udlandet findes hendes værker på: Victoria & Albert Museum, London, Gulbenkian Museum, Lissabon, Musée d'Art Moderne Chamaliere, Frankrig, Municipal Museum of Art, Gyor, Ungarn, Contemporary graphic Museum, Cairo og Moderna Museet, Stockholm.
Hun er ugift.